# 大明神山 (富山県)
大明神山（だいみょうじんやま）は、富山県魚津市にある山。標高は2082.8m。中部山岳国立公園内にある。北日本新聞社「新越中百山」の一つ。

## 特徴
毛勝三山の稜線から派生する前山で、片貝川を上流側で東又谷と南又谷に大きく二分している。
山名の由来は不明。山麓の集落には山神大明神をまつる祠がいくつもある。
三等三角点のある山頂は立山連峰の展望に開けている。
1969年（昭和44年）1月には大阪府立大学山岳部員4人が遭難死しており、片貝第四発電所に慰霊碑が立っている
。

## 地形
山頂南面はなだらかで北面は急傾斜な典型的非対称山稜をなしている。
この山を源流とする河川の一つである大明神沢にはこの標高帯では珍しい万年雪が所在する。この沢では融雪による大規模な岩盤崩壊現象が観測されている。

## 登山
登山道はなく、残雪期に登ることになる。しかしどの方向からアクセスしても急傾斜が続く上、岩が露出している部分も多く難易度は高い。